# Triunfo de Madero
Triunfo de Madero es una localidad del estado mexicano de Chiapas. Es parte del municipio de Cintalapa.

## Toponimia
El nombre de la localidad rinde homenaje a Francisco I. Madero, presidente de México de 1911 a 1913.

## Demografía
| Gráfica de evolución demográfica |
|                                  |

| Censo | Población |
| ----- | --------- |
| 1940  | 245       |
| 1950  | 455       |
| 1960  | 597       |
| 1970  | 671       |
| 1980  | 904       |
| 1990  | 1 135     |
| 2000  | 955       |
| 2010  | 959       |
| 2020  | 1 038     |